# Carmiano
Carmiano est une commune italienne de la province de Lecce, dans la région des Pouilles.

## Administration
| Période                                  | Période  | Identité           | Étiquette       | Qualité |
| ---------------------------------------- | -------- | ------------------ | --------------- | ------- |
| 30/03/2010                               | En cours | Giancarlo Mazzotta | (liste civique) |         |
| Les données manquantes sont à compléter. |          |                    |                 |         |

### Hameaux
Magliano.

### Communes limitrophes
Arnesano, Copertino, Leverano, Novoli, Veglie.

## Personnalités liées
- Antonio Miglietta (1767-1826), médecin.